# Taraxacum subglaucescens
Taraxacum subglaucescens — вид квіткових рослин з родини айстрових (Asteraceae). Вид зростає в Європі: Латвія, Фінляндія, північноєвропейська Росія, Польща; це багаторічна рослина помірних біомів.